# Angioplàstia

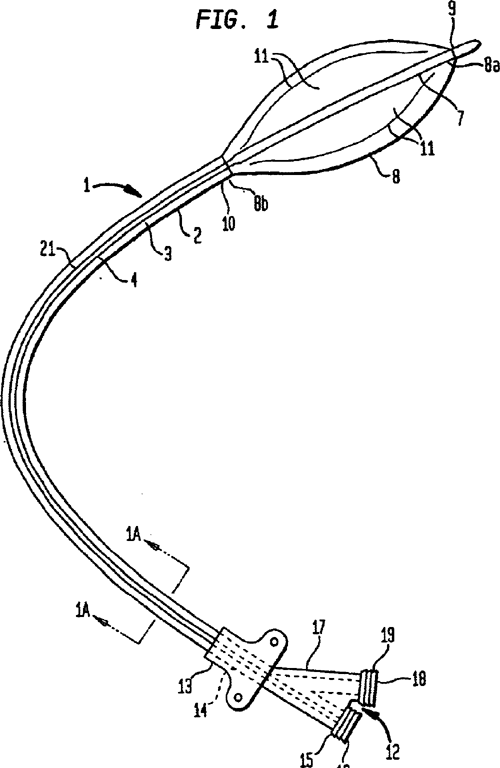
Diagrama d'un catèter de baló

L'angioplàstia és un procediment mèdic que consisteix a introduir un petit catèter de baló per dilatar una artèria obstruïda (totalment o parcialment) com a resultat final de l'ateroesclerosi, amb la finalitat de restaurar el flux sanguini. Un globus (el baló) buit i col·lapsat en una guia d'ànima metal·lica, conegut com un catèter amb baló, es col·loca a nivell d'un tram estret de l'artèria i després s'infla a una mida fixa utilitzant pressions d'aigua d'unes 75-500 vegades la pressió arterial normal (de 6 a 20 atmosferes). Les forces d'expansió del baló en l'interior de l'artèria dilaten la placa ateroscleròtica i la paret muscular que l'envolta, aconseguint millorar el flux, llavors el globus es desinfla i es retira. Es pot inserir un Stent en el moment de retirar el baló per assegurar que el vas roman obert. Aquesta tècnica va aparèixer el 1977 introduïda pel doctor Andreas Grüntzig.
És un procediment habitual en pacients amb hipertensió renovascular i insuficiència renal. Comparada amb tractaments quirúrgics, l'angioplàstia presenta un risc menor, i tendeix a afavorir la funció renal a llarg termini. Per altra banda, l'angioplàstia també es pot utilitzar en malalties coronàries i revascularització de miocardi, tot i que està contraindicada en casos de risc, i en presència d'estenosi. En el cas d'estenosi de caròtide, l'angioplàstia amb Stent té un efecte menor a curt termini, i un efecte similar a mitjà i llarg termini al d'una endoarteriectomia.